# Бирдж, Раймонд Тайер
Раймонд Тайер Бирдж (англ. Raymond Thayer Birge; 13 марта 1887 — 22 марта 1980) — американский физик. 

## Биография
Родился в Бруклине, Нью-Йорк, в семье учёных: Джона Тадеуша (John Thaddeus) и Кэролин Бирдж, вскоре семья переехала в городок Трой (штат Нью-Йорк), где Раймонд получил среднее образование. Степень доктора он получил в 1913 году в Университете Висконсина-Мэдисона. В том же году он женился на Ирэн Э. Уолш (Irene A. Walsh). В семье Бирджей родились двое детей: Кэролин Элизабет (Carolyn Elizabeth) и Роберт Уолш (Robert Walsh), ставший в 1973 году помощником директора Национальной лаборатории им. Лоуренса в Беркли и прослуживший на этом посту до 1981 года.
В том же 1913 году Бирдж вступил в должность преподавателя Университета Сиракуз. В 1918 году он перевёлся на кафедру физики Калифорнийского университета в Беркли, а в 1933 году стал её заведующим, пробыв на этой должности до 1955 года. Президент Американского физического общества (1955), член Национальной академии наук США (1932), также получил почётную степень доктора права Калифорнийского университета Беркли (1955).
При его переводе в Беркли Бирдж видел возможность сотрудничества с Химическим колледжом Беркли, в то время — под руководством Гилберта Н. Льюиса. Однако Бирдж был сторонником модели атома Бора, и это не понравилось химикам, защищавшим кубическую модель атома, разработанную ранее Льюисом. Бирдж, однако, не побоялся научных споров и придерживался своего мнения относительно строения атома, привлёкши к этому будущих нобелевских лауреатов по химии Уильяма Фрэнсиса Джиока и Гарольда Клейтона Юри. Его работа в итоге привела к образованию новой дисциплины — физической химии. Среди трудов Бирджа по молекулярным спектрам заслуживает внимания разработка метода Бирджа — Спонера.
Более поздние труды Бирджа связаны с его озабоченностью относительно разнообразия и противоречивости измерений фундаментальных физических постоянных. Его интерес к физике перерос в мастерское видение всех областей этой науки, и дал начало множеству публикаций, в частности, работе 1929 года в журнале «Reviews of Modern Physics», которая предлагала набор «наилучших» стандартных значений постоянных, основанный на более ранних опубликованных результатах. Последующее разочарование в применяемых в физике общепринятых статистических методах привело к сотрудничеству с Уильямом Э. Демингом. В 1934 году они вместе написали статью в «Reviews of Modern Physics», однако позже их пути разошлись, когда Деминг продолжил работу Уолтера Э. Шухарта, а Бирдж стал интересоваться более традиционными статистическими подходами: методами наименьших квадратов и максимального правдоподобия. Интерес Бирджа к статистике привёл его к изучению парапсихологии, в которой он провёл несколько экспериментов, но не нашёл каких-либо убедительных результатов.
Бирдж был активным руководителем и многое сделал для повышения престижа отделения Беркли, приглашая на работу выдающихся физиков, таких как Роберт Оппенгеймер и Эрнест Лоуренс, и управляя кафедрой как в её золотые годы (1930-е), так и во время перемен, принесённых Второй мировой войной, Манхэттенским проектом и рождением «Большой науки». Однако в 1949 году, во время маккартизма, члены правления Калифорнийского университета заставили всех работников подписать антикоммунистическую присягу. Хотя эта присяга подвергалась открытой критике, Бирдж пошёл на компромисс с совестью и решил, что его верность кафедре и университету требует, чтобы он поставил свою подпись и, оставшись в должности, продолжил борьбу за свободу слова изнутри. Многие его коллеги отказались подписывать присягу и были уволены.
Реймонд Тайер Бирдж умер в Беркли, штат Калифорния.